# Il était trois flibustiers
Pour plus de détails, voir Fiche technique et Distribution.
Il était trois flibustiers (titre original : I moschettieri del mare) est un film italo-français de Steno sorti en 1962.

## Synopsis
Un mousquetaire décide de s'unir à deux aventuriers et une jeune femme téméraire pour piller un bateau transportant des richesses...

## Fiche technique
- Titre français : Il était trois flibustiers
- Titre original : I moschettieri del mare
- Réalisation : Steno
- Scénario : Marcello Fondato, Roberto Gianviti, Vittorio Metz et Steno
- Directeur de la photographie : Carlo Carlini
- Musique : Carlo Rustichelli
- Décors : Gianni Polidori
- Production : Robert Chabert, Alfredo Mirabile et Orlando Orsini
- Genre : Film d'aventure
- Pays : Italie, France
- Durée : 116 minutes
- Date de sortie :
  - Italie : 28 novembre 1962
  - Allemagne de l'Ouest : 18 janvier 1963

## Distribution
- Pier Angeli (VF : Anne Caprile)  : Consuelo et Altagrazia
- Channing Pollock (VF : Michel Roux) : Pierre de Savigny
- Aldo Ray (VF : Jean Clarieux) : Moreau
- Philippe Clay (VF : Lui-même) : Gosselin
- Robert Alda (VF : Maurice Dorléac) : le vice-gouverneur Gomez
- Raymond Bussières (VF : Lui-même) : Colonel Ortona
- Carlo Ninchi (VF : Richard Francœur) : le comte de Lorna
- Mario Scaccia : Le roi de France
- Carla Calò  (VF : Camille Fournier) : Zalamea
- Mario Siletti (VF : Fernand Fabre) : le trésorier
- Cesare Fantoni : le père Milita
- Gino Buzzanca (VF : Henry Djanik) : Gutierrez
- Erika Jorcen : La maitresse du roi
- Pietro Tordi : Le maître d'équipage
- Alfred Thomas  (VF : Georges Aminel) : le serviteur de don pablo
- Gilberto Galimberti : un marin
- Lamberto Antinori
- Narration : Michel Gudin